# Saison 5 de Dexter
Chronologie
Saison 4 Saison 6
La cinquième saison de la série télévisée américaine Dexter comporte 12 épisodes diffusés du 26 septembre au 12 décembre 2010.

## Généralités
Rita a été assassinée, laissant Dexter seul. Il doit reconstruire sa vie en assumant son rôle de père en plus de son « passager noir ». De son côté, Quinn se pose de plus en plus de questions au sujet des manigances de Dexter.

## Synopsis
Dexter Morgan n'est pas un citoyen américain tout à fait comme les autres, il porte un lourd secret. Dexter est expert en médecine légale, spécialisé dans l'analyse de traces de sang pour la police le jour, et tueur en série la nuit.
Victime d'un traumatisme dans sa plus tendre enfance puis recueilli par un officier de police de Miami, il se dit incapable de ressentir la moindre émotion... si ce n'est lorsqu'il satisfait les pulsions meurtrières que son père adoptif, Harry Morgan, lui a appris à canaliser. De fait, Dexter n'exécute que les autres tueurs qui sont parvenus à échapper au système judiciaire, afin de protéger les innocents…

## Distribution

### Acteurs principaux
- Michael C. Hall (VF : Patrick Mancini) : Dexter Morgan
- Jennifer Carpenter (VF : Stéphanie Hédin) : Debra Morgan
- Desmond Harrington (VF : Stéphane Fourreau) : Joey Quinn
- C. S. Lee (VF : Pierre Val) : Vince Masuka
- Lauren Vélez (VF : Marie Vincent) : Maria LaGuerta
- David Zayas (VF : Enrique Carballido) : Angel Batista
- James Remar (VF : Patrice Baudrier) : Harry Morgan
- Julia Stiles (VF : Élisabeth Ventura) : Lumen Ann Pierce[1]

### Acteurs récurrents
- Maria Doyle Kennedy (VF : Danièle Douet) : Sonya, la baby-sitter de Harrison[2] (8 épisodes)
- Jonny Lee Miller (VF : Xavier Fagnon) : Jordan Chase[3] (8 épisodes)
- Christina Robinson (VF : Alice de Vitis) : Astor Bennett (4 épisodes)
- Preston Bailey (VF : Volidia Girard) : Cody Bennett (3 épisodes)
- Julie Benz (VF : Anneliese Fromont de Vitis) : Rita Bennett (épisode 1)
- Shawn Hatosy : Boyd Fowler[4] (épisodes 2 et 3)
- April Lee Hernández (VF : Daniela Labbé-Cabrera) : officier Cira Manzon[5] (épisodes 2 à 9)
- Brando Eaton (VF : Jérémy Martin) : Jonah Mitchell (épisode 4)
- Peter Weller (VF : Hervé Furic) : Stan Liddy[6] (épisodes 5 à 12)
- Chris Vance (VF : Marc Fayet) : Cole Harmon[7] (4 épisodes)

## Résumé de la saison
Après le meurtre de Rita par le tueur de la Trinité, Dexter s'organise entre sa double vie d'assassin et de père célibataire.
En suivant la trace d'un tueur en série, il sauve une jeune femme, Lumen, et tisse avec elle une relation amoureuse. C'est la première personne avec qui il partage son besoin de tuer.
Parallèlement, Debra se rapproche de Quinn, qui soupçonne toujours Dexter d'avoir assassiné Rita et le fait surveiller par un de ses anciens collègues des Stups.

## Liste des épisodes

### Épisode 1:Ma faute
- États-Unis : 26 septembre 2010 sur Showtime
- France :
  - 3 mars 2011 sur Canal+[8],[9]
  - 1er juillet 2013 sur TF1[10]
- Québec : 11 janvier 2012 sur AddikTV[11]

- États-Unis : 1,77 million de téléspectateurs[12] (première diffusion)
- France : 1,07 million de téléspectateurs[13] (première diffusion sur TF1)

- Julie Benz (Rita Bennett)

### Épisode 2:Santa Muerte
- États-Unis : 3 octobre 2010 sur Showtime
- France :
  - 3 mars 2011 sur Canal+[9]
  - 2 juillet 2013 sur TF1[10]
- Québec : 18 janvier 2012 sur AddikTV

- États-Unis : 1,70 million de téléspectateurs[14] (première diffusion)
- France : 700 000 téléspectateurs[13] (première diffusion sur TF1)

### Épisode 3:Serial grilleur
- États-Unis : 10 octobre 2010 sur Showtime
- France :
  - 10 mars 2011 sur Canal+[9]
  - 8 juillet 2013 sur TF1[10]
- Québec : 25 janvier 2012 sur AddikTV

- États-Unis : 1,86 million de téléspectateurs[15] (première diffusion)

### Épisode 4:Une question de confiance
- États-Unis : 17 octobre 2010 sur Showtime
- France :
  - 10 mars 2011 sur Canal+[9]
  - 9 juillet 2013 sur TF1[10]
- Québec : 1er février 2012 sur AddikTV

- États-Unis : 1,79 million de téléspectateurs[16] (première diffusion)

### Épisode 5:Horus
- États-Unis : 24 octobre 2010 sur Showtime
- France :
  - 17 mars 2011 sur Canal+[9]
  - 16 juillet 2013 sur TF1[10]
- Québec : 8 février 2012 sur AddikTV

- États-Unis : 1,94 million de téléspectateurs[17] (première diffusion)
- France : 900 000 téléspectateurs[18] (première diffusion sur TF1)

### Épisode 6:Cloisonnement
- États-Unis : 31 octobre 2010 sur Showtime
- France :
  - 17 mars 2011 sur Canal+[9]
  - 16 juillet 2013 sur TF1[10]
- Québec : 15 février 2012 sur AddikTV

- États-Unis : 1,63 million de téléspectateurs[19] (première diffusion)
- France : 900 000 téléspectateurs[18] (première diffusion sur TF1)

### Épisode 7:Sainte Brigitte
- États-Unis : 7 novembre 2010 sur Showtime
- France :
  - 24 mars 2011 sur Canal+[9]
  - 22 juillet 2013 sur TF1[10]
- Québec : 22 février 2012 sur AddikTV

- États-Unis : 1,90 million de téléspectateurs[20] (première diffusion)

### Épisode 8:Tic tac, tic tac
- États-Unis : 14 novembre 2010 sur Showtime
- France : 
  - 24 mars 2011 sur Canal+[9]
  - 22 juillet 2013 sur TF1[10]
- Québec : 29 février 2012 sur AddikTV

- États-Unis : 1,94 million de téléspectateurs[21] (première diffusion)

### Épisode 9:Crise d’ado
- États-Unis : 21 novembre 2010 sur Showtime
- France : 
  - 31 mars 2011 sur Canal+[9]
  - 29 juillet 2013 sur TF1[10]
- Québec : 7 mars 2012 sur AddikTV

- États-Unis : 2,11 millions de téléspectateurs[22] (première diffusion)
- France : 1 million de téléspectateurs[23] (première diffusion sur TF1)

### Épisode 10:Numéro 13
- États-Unis : 28 novembre 2010 sur Showtime
- France : 
  - 31 mars 2011 sur Canal+[9]
  - 29 juillet 2013 sur TF1[10]
- Québec : 14 mars 2012 sur AddikTV

- États-Unis : 2,54 millions de téléspectateurs[24] (première diffusion)
- France : 592 000 téléspectateurs[23] (première diffusion sur TF1)

### Épisode 11:L'Appât
- États-Unis : 5 décembre 2010 sur Showtime
- France :
  - 7 avril 2011 sur Canal+[9]
  - 5 août 2013 sur TF1
- Québec : 21 mars 2012 sur AddikTV

- Histoire : Karen Campbell
- Mise en scène : Scott Buck et Tim Schlattmann

- États-Unis : 2,26 millions de téléspectateurs[25] (première diffusion)
- France : 1 million de téléspectateurs[26] (première diffusion sur TF1)

### Épisode 12:Sa dextérité
- États-Unis : 12 décembre 2010 sur Showtime
- France : 
  - 7 avril 2011 sur Canal+[9]
  - 5 août 2013 sur TF1
- Québec : 28 mars 2012 sur AddikTV

- États-Unis : 2,48 millions de téléspectateurs[27] (première diffusion)
- France : 650 000 téléspectateurs[26] (première diffusion sur TF1)